# Скайлаб
Скайлаб (на английски: Skylab – небесна лаборатория) е първата американска космическа станция. Според американските твърдения, тя тежи 77 тона. Намирала се е в околоземна орбита от 14 май 1973 до 1979 година, и е посещавана от екипаж 3 пъти. Включва лаборатория за изучаване, ефектите на безтегловност и слънчева обсерватория.

## История
Началото на проекта Скайлаб е трудно да се определи с оглед на малкото информация дадена от различните центрове на НАСА.

### Ранни проучвания
Ключовото събитие става през 1959, когато Вернер фон Браун представя плановете на последния си проект (Project Horizon) пред Американската армия. Целта на проекта е стъпване на човека на Луната, мисия която скоро ще поеме набързо сформираната НАСА. Въпреки че се съсредоточава върху лунните мисии, фон Браун готви и проекта за орбитална лаборатория на по-високо ниво от Project Horizon. Тази концепция на преизползване на съществуващи бустери ще отведе до голям брой конструкции и вероятно до Скайлаб, който действително полетя.
През 1963 г. USAF започват разработването на Пилотирана орбитална лаборатория (на английски: Manned Orbital Laboratory или съкр. MOL), малка лаборатория проектирана основно за разузнавателно фотографиране използващо големи телескопи и е направлявана от двучленен екипаж. Станцията се състои от Agena с екипировка монтирана, в цистерните ѝ с гориво. Станцията е трябвало да се изстреля без екипаж, екипажът ще я последва с Джемини, модифицирана с отвор в топлинният щит, на дъното на капсулата.
НАСА вижда в проекта Пилотирана орбитална лаборатория конкуренция и започва проучвания на собствени скици и проекти на орбитални станции. Повечето от скиците не получават одобрение. Проучванията се насочили към платформите на изстреляните Сатурн V, последван от екипажите, излетели с Сатурн IB и използващи Командният и Обслужващ модул на Аполо, или капсулата Джемини на Титан II-C, като последният е най-евтин, тъй като не е нужен товар.
В същото време НАСА се оглежда за предложения за основна Пост-Аполо мисия, включваща проучванията на голяма 24-местна станция с експлоатационен период от около пет години. Lockheed Martin e включен в този проект и направил предложение, за което се смята че ще бъде естественото продължение на лунните мисии. Изискване за постоянната станция, ще е периодичното снабдяване, като за това Lockheed предложил двете товарни Аполо- машини или нов кораб. След дълга и заобиколна история, новият снабдителен кораб са космическите совалки и предложението за станция е Космическа станция Freedom.

### Приложенията от Програма Аполо
Въпреки че първоначално не са свързани, през юни 1964 щабовете на НАСА във Вашингтон създават Apollo Logistic Support System Office, от който първоначално се очаквало да изучава различните начини за модифициране на апаратурата на Аполо за различни научни мисии. Бюрото предложило различни проекти за директно научно изучаване, включващо продължителна лунна мисия, която изисква две ракетни устройства Сатурн V, апарат базиран на Лунният модул на Аполо (ЛМ), голям управляем слънчев телескоп и малка космическа станция. Въпеки, че не се гледало на станцията като на главен проект, през следващите две години, бюрото става все по отдадено на тази роля. През 1965, бюрото се преименува на Apollo Applications Program (AAP).
Като част от основната им работа, през 1964 КОМ представя проучвания върху заменяема лаборатория позната като Аполо X, съкратено от Apollo Extension System. Аполо X заменя ЛМ, върху степен S-IVB, заедно с малка станция с големината на командния модул (СМ), съдържаща провизии и проби за мисии с продължителност от 15 до 45 дни. Използвайки това за база са разгледани голям брой различни профили на мисии през следващите шест месеца.
Вернер фон Браун предложил още по-амбициозен план за построяване на много по-голяма станция. Неговата разработка замества степен S-IVB с цяла Сатурн V заедно с аерощит, първоначално като адаптор за СМ на върха. Вътре в щита е разположена цилиндрично секция с оборудване с по-малък диаметър от СМ. При достигане на орбита, степен S-II ще се „вентилира“ от всичкото останало в нея водородно гориво. По-малката секция се вкарва в S-II. Така обитаемата част от станцията ще е цялата вътрешност на степента, а отделението ще е „гръбнака“ на жилищните помещения между него и стените на бустера. Това би довело до много голяма жилищна площ с размери 10 на 14 m. Електрозахранването e трябвало да се осигурява от слънчеви клетки, разположени от външната страна на степента S-II.
Проблем при този план е изискването на ракета Сатурн V за извеждането на станцията. По времето, когато скицата е предложена, всички ракети Сатурн V са определени за лунни мисии.

## Мисията

### Краят на Скайлаб
"Какъв страх брахме през юни-юли 1979, когато на Земята падна неуправляемата американска космическа станция „Скайлаб“, която тежеше към 80 тона! По радиото на всеки половин-един час съобщаваха актуална информация за това с колко километра се е смъкнала орбитата ѝ. Отломките паднаха край бреговете на Австралия. Това беше първата и единствена американска станция в околоземна орбита. Падна, защото нямаше монтирани тягови двигатели, които да я извеждат на по-висока орбита (недомислица на конструкторите). А имаше и само един шлюз за скачване, за разлика от новите съветски станции „Салют 6“, „Салют 7“ и „Мир“. Първата в света космическа станция беше „Салют 1“, изстреляна в орбита около Земята през 1971 г. Американците изведоха тяхната единствена досега станция едва през 1973 г." – спомени на съвременници.

## Мисии до Скайлаб
| Мисия                    | Екипаж                                                                 | Дата на изстрелване           | Дата на приземяване             | Продължителност (дни)                      |
| ------------------------ | ---------------------------------------------------------------------- | ----------------------------- | ------------------------------- | ------------------------------------------ |
| Скайлаб-1                | Автоматично изстрелване на космическата станция.                       | 14 май, 1973 17:30:00 UTC     | 11 юли, 1979 16:37:00 UTC       | 2249                                       |
| Скайлаб-2                | Чарлс Конрад – Командир Пол Уайтц – Пилот Джоузеф Къруин – Пилот, учен | 25 май, 1973 13:00:00 UTC     | 22 юни, 1973 13:49:48 UTC       | 28 денонощия, 49 минути, 49 секунди        |
| Скайлаб-3                | Алън Бийн – Командир Джек Лузма – Пилот Оуен Гериът – Пилот, учен      | 28 юли, 1973 11:10:50 UTC     | 25 септември, 1973 22:19:51 UTC | 59 денонощия, 11 часа, 9 минути, 1 секунда |
| Скайлаб спасителна мисия | Ванс Бранд – Командир Дон Линд – Пилот                                 | 5 септември, 1973             | 25 септември, 1973              | Отменен полет                              |
| Скайлаб-4                | Джералд Кар – Командир Уилям Поуг – Пилот Едуард Гибсън – Пилот, учен  | 16 ноември, 1973 14:01:23 UTC | 8 февруари, 1974 15:16:53 UTC   | 84 денонощия, 1 час, 15 минути, 30 секунди |
| Скайлаб-5                | Ванс Бранд – Командир Дон Линд – Пилот Уилям Леноар – Пилот, учен      | планиран за 1976              | планиран за 1976                | 20 (планиран, впоследствие отменен полет)  |

## Скайлаб в поп културата
- Рап рок групата 2 Skinnee J's написва песен Skylab, вдъхновена от станцията. Песента е от първия им албум Sing, Earthboy, Sing!.
- Инди рок групата PAIN(t)bynumbers написва песен с името Skylab Bluz, обсъждаща компетентно проекта Скайлаб.
- Бразилският певец Rogério Skylab е взел името си от името на станцията.